# Żmuda (nazwisko)
Żmuda (r. ż. Żmuda/Żmudowa, l. mn. Żmudowie) – polskie nazwisko noszone na początku lat 90. przez ok. 9 tysięcy osób, Etymologicznie wywodzi się od określeń: znój, trud, mozół

## Etymologia nazwiska
Po wprowadzeniu w 1807 roku Kodeksu Napoleona prawo do noszenia nazwiska otrzymały także stany chłopskie i mieszczańskie (oraz ludność żydowska). Według Jarosława Zawadzkiego nazwisko Żmuda pochodzi:
- od staropolskiego „Zmuda” z 1414 roku, co oznaczało: „gadułę, nudziarza, pleciugę i osobę marnująca czas”,
- od mieszkańca Żmudzi na Litwie,
- od miejscowości z rdzeniem Żmud - np. Żmudowo, Żmudówka, itp.

Podobnie określa znaczenie słowa Żmuda prof. Kazimierz Rymut: „Nazwę osobową 'Żmuda' odnotowano na terenie Polski w 1631 roku”

## Demografia
Zgodnie z serwisem heraldycznym  nazwiskiem tym w Polsce na początku lat 90 XX w. pod względem liczby osób o danym nazwisku zarejestrowanych w bazie PESEL posługiwało się 8992 osób.
Nazwisko Żmuda najczęściej występuje w:
- Kraków – (459)
- Oświęcim – (405)
- Dębica – (283)
- Mielec – (221)
- Wadowice – (216)
- Warszawa – (207)
- Ryki – (204)
- Zawiercie – (193)

## Znani Żmudowie
- Andrzej Żmuda (ur. 1946) – poeta i krytyk literacki
- Lidia Chmielnicka-Żmuda (1939-2002) – siatkarka, reprezentantka Polski, medalistka IO i ME
- Władysław Antoni Żmuda (ur. 1953) – piłkarz, reprezentant Polski, medalista IO i MŚ, trener piłkarski.